# Tinea croceoverticella
Tinea croceoverticella är en fjärilsart som beskrevs av Victor Toucey Chambers 1876. Tinea croceoverticella ingår i släktet Tinea och familjen äkta malar. Inga underarter finns listade i Catalogue of Life.